# Су-Бин Ли
Cу-Бин Ли (англ. Soo-Bin Lee, род. 7 октября 1998) — южно-корейская артистка балета, лауреат нескольких престижных балетных конкурсов.

## Биография
Су-Бин получила своё образование в Сеуле. Начав заниматься в Корейской национальной балетной академии, затем училась в Школе искусств Сонхва и в Корейском национальном институте для молодёжи, одарённой в области искусства. В 2015 году стала студенткой Корейского национального университета искусств.
Начиная с 13 лет, ещё в годы учёбы, завоевала несколько наград престижных балетных конкурсов: I премию Международного конкурса танца в Сеуле (2012), III премию Youth America Grand Prix (Нью-Йорк, 2013). В 2014 году, в возрасте 15 лет участвовала в Международном конкурсе артистов балета в Варне, где среди прочих конкурсных вариаций исполнила монолог Никии из «Баядерки» и вариацию Одетты из «Лебединого озера». Соревнуясь в младшей группе, получила «Специальное отличие» конкурса (The Special Distinction Varna), диплом и медаль I степени в младшей группе (I премию и золотую медаль в старшей, основной группе, жюри решило не присуждать), а также специальный приз Эмила Димитрова и приглашение от члена жюри Сары-Норы Крастевой исполнить главную партию в спектакле Софийской национальной оперы.
Дебют Су-Бин Ли в Софийской опере состоялся 22 марта 2015 года в партии Одетты и Одиллии в «Лебедином озере» (принц Зигфрид — Никола Хаджитанев). Незадолго до этого руководитель балетной труппы Софийской оперы Сара-Нора Крастева так же пригласила «юного вундеркинда» выступить в главной партии в балете «Баядерка» в следующем сезоне. Дебют Су-Бин Ли в партии Никии состоялся 27 и 29 января 2016 года.
Артистка также принимала участие в спектаклях Корейского национального балета, выступала на ХХ Международном фестивале балета в Майами и Корейском международном фестивале звёзд танца (оба — 2015), на Всемирной выставке в Милане; была среди участников гала-концерта «Восходящие звёзды Кореи» в Нью-Йорке, организованного Корейским национальным университетом искусств (июнь-июль 2016), гала-концерта звёзд балета на Приморской сцене Мариинского театра (Владивосток, 8 августа 2016; партнёр — Данила Корсунцев) и гала-концерта Международного конкурса Валентины Козловой в Нью-Йорке (октябрь 2016).
В сентябре 2016 года дебютировала в партии Жизели в спектакле Приморского театра оперы и балета (Владивосток).

## Репертуар
- 22 марта 2015 — Одетта и Одиллия, «Лебединое озеро», Софийская опера (принц Зигфрид — Никола Хаджитанев)
- 27 и 29 января 2016 — Никия, «Баядерка», Софийская опера
- 9 сентября 2016 — Жизель, «Жизель», Приморская сцена Мариинского театра

## Признание и награды
- 2012 — I премия Международного конкурса артистов балета в Сеуле (Корея).
- 2013 — III премия и бронзовая медаль детского и юношеского балетного конкурса Youth America Grand Prix (Нью-Йорк, США).
- 2014 — «Специальное отличие» (The Special Distinction Varna), диплом и медаль I степени в младшей группе (I премия в старшей группе не присуждалась), а также специальный приз профессора Эмила Димитрова, Международный конкурс артистов балета в Варне (Болгария).
- октябрь 2016 — I премия конкурса Vaganova-Prix (Академия русского балета им. А. Я. Вагановой, Санкт-Петербург).
- июнь 2017 — II премия и серебряная медаль Международного конкурса артистов балета и хореографов в Москве (младшая группа).